# Enoplometopus daumi
Enoplometopus daumi is een kreeftensoort uit de familie van de Enoplometopidae. De wetenschappelijke naam van de soort is voor het eerst geldig gepubliceerd in 1983 door Holthuis.